# Podatkovni tip
Podatkóvni típ je v računalništvu ime ali oznaka za abstraktno množico mogočih vrednosti, ki jih lahko zavzame podatek. Podatkovni tip navadno določa tudi operacije, ki se jih lahko izvaja nad to množico vrednosti. Programski jeziki implicitno ali eksplicitno podpirajo enega ali več podatkovnih tipov. Podatkovni tip predstavlja omejitev, ki se preverja statično ali dinamično, s čimer skrbi za pravilno izvajanje programa.
Pri programiranju se uporabljajo različni podatkovni tipi, odvisno od programskega jezika. Osnovni so običajno: »int« (»integer«, celo število), »bool« (Boolova spremenljivka, »da« ali »ne«), »char« (znaki, vključno s črkami). Vsak izmed njih v pomnilniku (strojno) zaseda neko število ničel in enic (bitov). Iz teh se lahko gradijo zahtevnejši podatkovni tipi, znani pod imenom razredi (angl. class). Gre za podatkovne tipe, kjer se enemu objektu dodeli več atributov.
Če se za zgled vzame razred 'Oseba', bi lahko bili njegovi atributi 'int leto_rojstva', polje znakov 'char[] ime', 'int visina', 'int teza', ... Tako se lahko uporabi kar spremenljivka tipa 'Oseba' in se na enem primeru osebe (tukaj se že govori o objektu) razpolaga z vsebovanimi atributi. Kadar se ustvari polje oseb, se v spominu rezervira prostor za vse vsebovane objekte (razsežnost polja). Eden izmed atributov objekta je lahko tudi objekt istega razreda, ali v primeru dinamičnega programiranja pogosteje kazalec na objekt istega razreda. S pomočjo kazalcev se lahko tako med seboj povezujejo objekti, kar v veliki meri izkoriščajo iskalni algoritmi.